# Umkehrschluss
Der  Umkehrschluss oder Gegenschluss (lateinisch argumentum e contrario „Argument aus dem Gegensatz“) ist eine juristische Methode zur Auslegung einer Rechtsnorm, die in der Regel mit Hilfe der logischen Kontraposition aus einer anderen Rechtsnorm gezogen wird.

## Methode
Die juristische Umkehrschluss-Methode geht folgendermaßen vor: Aus einer mutmaßlich geplanten rechtlichen Regelungslücke wird gefolgert, dass der ungeregelte Sachverhalt nicht durch Analogieschluss mit der Rechtsfolge einer vorhandenen Norm geregelt werden darf. Die Geplantheit der Regelungslücke kann durch rechtliche Auslegung geprüft werden. Sie könnte sich beispielsweise aus den parlamentarischen Beiträgen der Zeit der Gesetzesentstehung ergeben oder daraus, dass der Gesetzgeber konkret bestimmte Einzelfälle eines Oberthemas geregelt wissen wollte, andere, ebenfalls in Frage kommende aber nicht.
Der Umkehrschluss ist damit das Gegenstück zur Analogie.

## Im Strafrecht
§ 248b deutschen Strafgesetzbuch (StGB) stellt beispielsweise das unbefugte Benutzen und anschließende Zurückstellen oder Zurückgeben eines Fahrzeuges (Kfz, Fahrrad) ausdrücklich unter Strafe. Es gilt das Postulat der Widerspruchsfreiheit gemäß dem Grundsatz „ein spezielles Gesetz verdrängt ein allgemeines Gesetz“ (lat. lex specialis derogat legi generali). Daraus folgt die Auslegung aus teleologischen Gründen – die zunächst mit dem argumentum e contrario noch nichts zu tun haben –, dass diese Gebrauchsanmaßung (lat. furtum usus) mangels Zueignungsabsicht kein Diebstahl im Sinne von § 242 StGB sein kann, denn sonst liefe der Straftatbestand des unbefugten Gebrauchs eines Fahrzeugs leer, da dieses Verhalten schon als Diebstahl strafbar ist. Der Gesetzgeber hat offenbar das spezielle Problem der Gebrauchsanmaßung gesehen.
Daraus wiederum kann man im Wege eines argumentum e contrario ableiten, dass die Gebrauchsanmaßung in all den Fällen straflos ist, bei denen es nicht um Fahrzeuge geht. Demnach liegt z. B. mangels einschlägigen Tatbestandes keine strafbare Gebrauchsanmaßung vor, wenn jemandem eine CD ohne dessen Wissen weggenommen wird, sie angehört und ihm zwei Tage später heimlich wieder zurückgelegt wird und dies auch von Anfang an so beabsichtigt war. Aus den oben genannten teleologischen Gründen ist dieses Verhalten jedoch ebenfalls nicht als Diebstahl strafbar. (Im Übrigen dient dieses Beispiel lediglich der Verdeutlichung, die Straflosigkeit ergibt sich bereits aus dem Grundsatz „keine Strafe ohne Gesetz“ sowie dem Analogieverbot, normiert im § 1 StGB sowie dem Art. 103 Abs. 2 GG, und nicht erst aus dem argumentum e contrario.)

## In anderen Rechtsgebieten
Im Strafrecht besteht insoweit ein Analogieverbot, das heißt, eine gesetzliche Regelung darf nicht auf einen gleichgelagerten, aber vom Wortlaut des Gesetzes nicht umfassten Sachverhalt entsprechend angewandt werden. Anders dagegen das Zivilrecht. Dort besteht die Möglichkeit eines Analogieschlusses. Steht zum Beispiel vor einer Metzgerei das Schild „Hunde haben keinen Zutritt“, dann ist diese Regelung nach ihrem Sinn und Zweck (Hygiene) auch auf Leoparden und Katzen analog anwendbar. Gleichwohl besteht auch im Zivilrecht die Möglichkeit eines Rechtsschlusses mittels eines argumentum e contrario. Dabei ist jedoch der Zweck der Regelung zunächst durch eine teleologische Auslegung zu ermitteln. Steht auf dem Schild also „Hunde ohne Maulkorb haben keinen Zutritt“, so haben Hunde mit Maulkorb im Umkehrschluss Zutritt.
Diese Schlussweise wurde in dem lateinischen Merksatz „exceptio probat regulam (in casibus non exceptis)“ zusammengefasst, dessen verkürzte deutsche Form „Ausnahmen bestätigen die Regel“ heute oft falsch verwendet wird.